# 聯盟18號岩
79°39′S 159°25′E / 79.650°S 159.417°E
聯盟18號岩（英語：Soyuz-18 Rock）是南極洲的冰原島峰，位於奧次地，處於切尼海崖以西6公里，海拔高度1,230米，以1975年5月24日發射的蘇聯航天器命名，現時由南極條約體系管理。